# Арефу
Арефу (рум. Arefu) — село у повіті Арджеш в Румунії. Адміністративний центр комуни Арефу.
Село розташоване на відстані 153 км на північний захід від Бухареста, 55 км на північ від Пітешть, 128 км на північний схід від Крайови, 86 км на південний захід від Брашова.

## Населення
За даними перепису населення 2002 року у селі проживали 1473 особи, з них 1472 особи (99,9%) румунів. Усі жителі села рідною мовою назвали румунську.